# 5833 Peterson
5833 Peterson (1991 PQ) là một tiểu hành tinh nằm phía ngoài của vành đai chính được phát hiện ngày 5 tháng 8 năm 1991 bởi H. E. Holt ở Palomar.